# Fundgrube Türk
Die Fundgrube Türk mit ihrem weithin sichtbaren Fördergerüst des bekannten Türkschachtes am Nordrand von Zschorlau gehört zum Schneeberger Bergrevier und war ein über mehrere hundert Jahre in Betrieb befindliches Bergwerk, in dem neben Silber vor allem Kobalt und Wismut gefördert wurden. In der letzten Betriebsperiode spielte das Uranerz die wichtigste Rolle. Bei einer Teufe von 315,2 m wurden 7 Sohlen angeschlagen.

## Geschichte

### 1513 bis 1880
Das Grubenfeld Türk wurde wahrscheinlich 1513 erstmals verliehen. In der Folge wurde es als Beilehn der nordwestlich gelegenen Fundgrube Bergkappe betrieben. Der im 15. Jahrhundert zur Wasserlösung angelegte Fürstenstolln wurde 1825 in das Grubenfeld Türk durchschlägig. Das Vordringen in größere Teufen und die damit einhergehende Verarmung der Erzgänge zu Beginn des 19. Jahrhunderts zwangen die Gruben im Schneeberger Revier zur Konsolidierung.
Zusammen mit dem erwarteten Durchschlag des Marx-Semler-Stollns, dem tiefsten Wasserlösungsstolln des Reviers, in das Grubengebäude des Alten Türkschachtes gab dies den Ausschlag, 1838 mit dem Abteufen eines neuen Schachtes, des Türk Neuschachtes zwischen dem 2. und 3. Türkner Maaßenschacht im Gangsystem des Türk Flachen zu beginnen. Der Schacht wurde im Jung Türk Flachen mit einem Einfallen von 71° und einem lichten Querschnitt von 3,6 m² geteuft. Im Jahr 1844 erreichte der Türkschacht mit einer flachen Teufe von 76 Lachter (152 m) die Fürstenstollnsohle. Im gleichen Jahr wurde auch der Bau des Pferdegöpels als Fördermaschine vollendet, so dass am Mittwoch, dem 30. Oktober 1844, die erste Förderung erfolgen konnte.
Beginnend 1845 wurde in einer Saigerteufe von 45 Lachtern (90 m) eine Kunstradstube ausgeschossen und bis 1847 ein Kunstrad mit einem Durchmesser von 12 Metern eingebaut. Dadurch wurde die Grube in den Stand versetzt, den Schacht weiter unter die Sohle des Fürstenstolln abzuteufen und die dort anfallenden Wässer auf dessen Niveau zu heben und über diesen abzuleiten.
Ab 1849 wurde begonnen, das brüchige Gestein im Hangenden des Schachtes durch eine Ziegelausmauerung zu stabilisieren.
Im Quartal Trinitatis (5. März bis 8. Juni) des Jahres 1851 erreichte das Schachtabteufen die Sohle des Marx-Semler-Stollns bei einer flachen Teufe von gesamt 99,8 Lachtern (199,60 m). Im Jahr 1865 wurde der Marx-Semler-Stolln mit 22,5 Lachtern (45 m) flacher Teufe unter dem Fürstenstolln in das Grubengebäude durchschlägig. Damit wurde der Türkschacht, als letztes bedeutendes Schneeberger Grubengebäude, an den Stolln angeschlossen. Das erleichterte das Vordringen in die Teufe erheblich, da die anfallenden Wässer der Tiefbaue nur noch auf das Niveau des Marx-Semler-Stollns gehoben werden mussten.

### 1880 bis 1945
Im Jahre 1880 wurden im Rahmen der Konsolidierung des Schneeberger Bergbaues alle Gruben zur Gewerkschaft Schneeberger Kobaltfeld vereinigt.
Da das 1847 erbaute Kunstrad die zusitzenden Wassermassen nicht mehr bewältigen konnte, wurde es 1887 durch die vom Schacht Weißer Hirsch umgesetzte Wassersäulenmaschine ersetzt. Diese wurde in 59 Lachter (118 m) Saigerteufe eingebaut.
1887 wurde das noch heute vorhandene 18 m hohe Fördergerüst errichtet und der Antrieb des Fördergöpels durch eine Dampfmaschine ersetzt. Die neue, als Bobine ausgelegte, Zwillingsfördermaschine ging am 9. Januar 1888 in Betrieb. Im Zuge der Rekonstruktion der Förderanlage wurde der Schacht reguliert, neu ausgebaut und bis Jahresende bis zum Fürstenstolln betriebsfähig hergestellt. Damit wurde der Alte Türk überflüssig und in den Folgejahren abgeworfen und versetzt.
Während der Teufarbeiten unter der Marx-Semler-Stollnsohle wurden die dort zusitzenden Wässer mit einem Körting’schen Wasserstrahlapparat auf die Stollnsohle gehoben.
Im Jahr 1891 erreicht der Türkschacht bei einer flachen Teufe von 166,68 Lachtern (333,36 m) das Schachttiefste. Damit befindet sich der Schachtsumpf 157,6 Lachter (315,20 m) unter der bei 542,38 m ü. NN liegenden Geländeoberkante.
Mit einem im Niveau der Marx-Semler-Stollnsohle vom Türkschacht nach Nordost aufgefahrenen Querschlag fuhr man 1892 190 m vom Türk Flachen entfernt den Gang Katharina Flacher an. Er entwickelte sich in der Folge, noch vor dem Türk Flachen, zum wichtigsten Gang der Grube.
Mit dem in den folgenden Jahren verlängerten Querschlag überfuhr man bei 185 m Entfernung vom Katharina Flachen, den Gute Hoffnung Flachen. Dieser hat für den Grubenbetrieb zu diesem Zeitpunkt aber offensichtlich keine Bedeutung erlangt. Mit dem weiteren Auffahren des Querschlages schlug man Anfang 1894 in einer Entfernung von 387 m vom Türk Flachen in eine stark wasserführende Gangzone, die spätere Gangstrecke 13 ein. Zur Beherrschung der von dort zusitzenden Wassermassen von ca. 420 l/min war man gezwungen, in einer Entfernung von 77 m vom Katharina Flachen ein 1,6 m starkes Verspünden einzubauen.
Nach Abschluss der Teufarbeiten im Türkschacht wurden in den Folgejahren die Gänge Türk Flacher und Katharina Flacher in ihrer Erstreckung Richtung Südost und Nordwest untersucht und bebaut. Hierbei erwies sich der Katharina Flache über 30 Jahre als der ergiebigere Gang. 1896 wurde vom Türk Flachen eine Erzbezahlung von 10.488 (RM) erzielt, während im gleichen Zeitraum der Katharina Flache einen Erlös von 13.289 RM erreichte. Während die Erzbezahlungen vom Katharina Flachen in den Folgejahren eine ansehnliche Höhe erreichten (1914: 52.411 RM, 1918: 54.484 RM, 1921: 51.566 RM), sind vom Türk Flachen, trotz umfangreicher Vortriebsarbeiten, keine nennenswerten Erzfunde bekannt. Auch auf dem Katharina Flachen gingen die Erzlieferungen ab 1921 drastisch zurück. 1924 konnte nur noch eine Erzbezahlung von 15.482 RM erzielt werden. Ab 1927 gab es auf beiden Gängen keine nennenswerten Erzfunde mehr (die Originalzahlen wurden in RM Stand 1938 umgerechnet).
Durch einen extrem trockenen Sommer kam es im Jahr 1911 zum Ausfall des Aufschlagwassers für die Wassersäulenmaschine. Damit konnten die zusitzenden Wässer der Tiefbausohlen nicht mehr gehoben werden. In der Folge soffen die Sohlen unterhalb des Marx-Semler-Stollns ab. Erst im Folgejahr konnten die Tiefbausohlen wieder vollständig gesümpft werden.
Um die seit Jahren notwendigen Zuschüsse zur Aufrechterhaltung des Grubenbetriebes zu senken, wurden 1913 sämtliche Ganguntersuchungen aufgegeben, die Tiefbaue bis zur 1. Gezeugstrecke geflutet und der Abbau auf den Katharina Flachen konzentriert.
Die Dampfförderanlage des Türkschachtes wurde 1929 durch einen Förderhaspel mit Dieselmotor ersetzt. Im Juli 1931 wurde der Betrieb eingestellt, da die erschlossenen Erzvorräte weitestgehend erschöpft waren und die Metallpreise immer weiter verfielen.
Nachdem das Land Sachsen Mittel zur weiteren Untersuchung der Lagerstätte zur Verfügung gestellt hatte, wurden die Arbeiten im Türkschacht im Oktober 1933 wieder aufgenommen. Das Ausbleiben wirtschaftlicher Erfolge führte 1939 zur Einstellung aller Arbeiten; im gleichen Jahr wurde der Pferdegöpel abgerissen.
1944 kam es zur Eingliederung der Gewerkschaft Schneeberger Kobaltfeld in die Betriebsdirektion Schneeberg der Sachsenerz AG. Diese fasste mit ihrer Gründung 1937 alle seit der Wiederaufnahme des Erzbergbaus im Jahre 1933 in Sachsen produzierenden Gruben zusammen.

### 1945 bis 1957
Das massive Maschinenhaus des Türkschachtes wurde im August 1945 (wahrscheinlich zur Gewinnung von Baumaterial) abgerissen.
Auf Befehl von Kapitän Regens, des russischen Stadtkommandanten Schneebergs, wurde im September 1945 der Abbau von BiCoNi-Erzen im Schneeberger Revier wieder aufgenommen. Gleichzeitig führte die durch die 9. Verwaltung des Ministeriums des Innern der UdSSR am 14. September 1945 gegründete Geologische Gruppe (Геологопоисковая Партия) im Verlauf von 2 Monaten erste Erkundungsarbeiten auf Uran durch. Die Arbeiten wurden anschließend von der Sächsische Erz-Such-Gruppe (Саксонская Рудно-Поисковая Партия) weiter geführt.
Am 4. April 1946 wurde die Sächsische Erz-Such-Gruppe in die Sächsischen Gewinnungs- und Erkundungs-Gruppe (Саксонская Промышленно-Разведочная Партия) umgebildet. Unter ihrer Regie liefen die Aufwältigungs-, Vorrichtungs- und Gewinnungsarbeiten an.
Im August 1946 wurde der Schneeberger Bergbau der Sächsischen Bergbauverwaltung unter der Feldpostnummer 27304 der Roten Armee unterstellt, die auf Beschluss des Ministerrates der UdSSR am 29. Juli 1946 in Moskau aus der Sächsische Gewinnungs- und Erkundungsgruppe hervorging. Die Sächsische Bergbauverwaltung ist der Vorläufer der Generaldirektion, der am 6. Juni 1947 gegründeten Wismut AG. Ihr erster Generaldirektor wurde Generalmajor Michail Mitrofanowitsch Malzew. Dieser hatte schon im September 1946 die Leitung der Sächsischen Bergbauverwaltung übernommen.
Der Abbau von BiCoNi-Erzen im Schneeberger Erzfeld wurde weitergeführt, wobei die letzten 123 Tonnen Erz im Oktober 1946 gefördert wurden.
Am 1. April 1947 wurde die Lagerstätte Schneeberg als Objekt 03 aus dem Objekt 02 herausgelöst.
Mit dem Befehl 01477 der Wismut AG wurde im Dezember 1948 damit begonnen, den Türkschacht unter der Wismutnummer 83 bis zur Marx-Semler-Stollnsohle wieder aufzuwältigen. Der Schacht wurde mit zwei Skiptrümern und einem Fahrtentrum ausgebaut. Nach der Aufwältigung des im Nordost-Querschlag 1894 eingebrachten Verspündens, verlängerte man den Querschlag auf eine Gesamtlänge von 825 m. Die bei dieser Auffahrung angetroffenen Gänge Victoria Flacher, Erika Flacher I und Erika Flacher II führten, ebenso wie der schon bekannte Gute Hoffnung Flacher, teilweise eine gute Uranvererzung.
Aufgrund der guten Uranfunde wurde der Schacht 1951 bis zur tiefsten Sohle (3. Gezeugstrecke oder 120-m-Sohle) aufgewältigt. In der Folge wurde diese Sohle zur Hauptfördersohle ausgebaut. Über das Gesenk 4 wurde dann die 30 Meter tiefer liegende 150-m-Sohle bei +220 m NN als tiefste Sohle im Bereich des Gute Hoffnung Flachen aufgefahren.
Ab Mitte 1955 wurden neben Uranerz auch die vorhandenen Buntmetallerze (Silber, Wismut, Kobalt, Nickel) abgebaut. Nach Einstellung der Arbeiten auf dem Schacht 130 der SDAG Wismut im September 1955 war der Türkschacht der letzte noch fördernde Schacht der Schneeberger Lagerstätte.
Nach der Einstellung des Uranabbaus im Sommer 1956 wurde die Lagerstätte nach einem Beschluss des Präsidiums des Ministerrates der DDR, vom 23. Februar 1956 am 1. August 1956 vom Ministerium für Berg- und Hüttenwesen der DDR als Betriebsabteilung Schneeberg dem VEB Wolfram-Zinnerz Pechtelsgrün zum weiteren Abbau von Buntmetallerzen übergeben.
Nach eingehender Untersuchung der noch anstehenden ca. 3.000 bis 4.000 Tonnen Erzreserven, die sich vorwiegend im Grubenfeld des Türkschacht befinden, wurde der Grubenbetrieb durch einen Beschluss des Ministerrates vom März 1957 zum 1. Juli 1957 endgültig, mangels Rentabilität durch die Geringfügigkeit der noch anstehenden Erze, eingestellt. Eine Förderung fand zwischen August 1956 und März 1957 nicht mehr statt.
Das Schachtgelände des Türkschachtes wurde Sitz der am 1. Juli 1957 neu gegründeten Bergsicherung Schneeberg. Da sich der Schacht auf dem Gebiet des Kreises Aue befindet, wurde der Sitz der Bergsicherung Schneeberg im November 1957 auf das Gelände des Schachtes Weißer Hirsch nach Schneeberg verlegt. In der Folgezeit wurden sämtliche Gebäude abgerissen und die Halde, nachweislich bis mindestens 1967, zur Gewinnung von Schotter abgetragen.
Eine erste Sicherung und Rekonstruktion des unter Denkmalschutz stehenden ältesten eisernen Fördergerüstes erfolgte durch die Bergsicherung Schneeberg im Jahr 1987. Von 1994 bis 1996 wurde das Fördergerüst erneut rekonstruiert und die Fahrbarkeit des Türkschachtes bis zur Sohle des Fürstenstolln durch die Bergsicherung Schneeberg hergestellt.

### 2010
Im Dezember 2010 vergab das Sächsische Oberbergamt an die im September 2010 gegründete Sachsenerz Bergwerks GmbH mit Sitz in Espenhain eine Bergbauberechtigung zur Erkundung von Erzvorkommen.

## Erzgänge und Erzführung im Grubenfeld
Das Grubenfeld des Türkschachtes liegt am Südostrand der Schneeberger Lagerstätte. Es befindet sich in einer von NW nach SO streichenden Mulde zwischen dem Gleesberger Granit und dem Eibenstocker Granit. Die bis zu 30 m mächtige Struktur des Türk Flachen trennt die beiden Granitstöcke. Im Bereich des Türkschacht unterlagert der Granit in einer Tiefe von ca. – 400 m NN den hier vorherrschende Phyllit. Gut ausgebildet und wirtschaftlich bedeutsam sind hier vor allem die flachen Gänge.
Die Mächtigkeit der Erzgänge im Grubenfeld ist sehr unterschiedlich. Während der Türk Flache Mächtigkeiten von bis zu 2 Metern aufwies, betrug die Mächtigkeit des Katharina Flachen maximal 80 cm. Die von der Wismut aufgefahrenen Gänge Victoria Flacher, Gute Hoffnung Flacher, Erica Flacher I und Erica Flacher II wiesen Mächtigkeiten von 5 cm bis 40 cm auf. Die Füllung der Gänge bestand vorwiegend aus Quarz, Calcit, Ankerit und Prehnit. Die Vererzungen bestanden aus einem Komplex von Wismut-, Kobalt-, Nickel- und Silbererzen, sporadisch traten aber auch Uranerze auf. Untergeordnet wurden auch Bleiglanz, Zinkblende, Schwefelkies sowie Arsen- und Kupfererze gefunden und abgebaut. Als Besonderheit trat in den Gängen auch gediegen Silber, Pyrargyrit und Xanthokon auf. In der Oxidationszone bei einer Teufe von 100 bis 200 m, kam es zur Anreicherung der Erze. Unterhalb dieser Zone ging der Silbergehalt der Gänge zugunsten von Kobalt- und Nickelerzen stark zurück. Mit zunehmender Teufe verarmen die Erzgänge. Der Türk Flache wurde durch die Wismut auf einer Länge von ca. 2 km und der Katharina Flache auf einer Länge von 1,5 km untersucht, während die Untersuchung in den anderen von der Wismut aufgefahrenen Gängen zwischen 400 m und 800 m lag. Über die mögliche Teufenerstreckung der Gänge ist nichts bekannt, da der Bergbau bei +300 m NN endet.
Schon seit ca. 1470 wurde in Schneeberg auch gediegen Wismut und Wismutglanz abgebaut. Wismut diente in Verbindung mit Zinn und Blei als Legierungsmetall für die Lettern beim Buchdruck und wurde in der damaligen Medizin, z. B. als Wundpulver, eingesetzt. Mit dem ebenfalls reichlich vorhandenen Wismutocker (Bismit) konnte man allerdings zu dieser Zeit nichts anfangen und er wanderte, ebenso wie Kobalt- und Nickelerze, auf die Halde.
Nachdem Peter Weidenhammer im Jahr 1520 der Produktion des Safflor zum Durchbruch verholfen hatte, wurde das Kobalt ein wichtiges Fördererz und überstieg ab 1575 den Wert des geförderten Silbers.
Erst mit der Erfindung des Neusilbers durch den Schneeberger Arzt Dr. Ernst August Geitner im Jahr 1823 wurde auch das reichlich vorhandene Nickelerz interessant.
Das in den anderen Schneeberger Gruben immer wieder gefundene Uranerz spielte im Grubenfeld des Türkschacht bis zum Jahr 1945 keine Rolle.
Der Abbau ging hier über lange Zeit nur im Bereich der Struktur des Türk Flachen, einer Fortsetzung des Bergkappe Flachen um. Der Türk Flache neigt, wie viele Schneeberger Gänge, zum auftrümern und anschaaren. Das Haupttrum wurde unter dem Namen Alt Türk Flacher bekannt. Ein schon länger bebautes liegendes Trum nannte man ab 1888 Jung Türk Flacher. Ein 1887 angefahrenes hangendes Trum erhielt den Namen Beschert Glück Spat.
Der mit dem Nordostquerschlag im Jahre 1892 angefahrene Katharina Flache ist die Fortsetzung des in der Schneeberger Grube Weißer Hirsch mit Erfolg bebauten Katharina Flachen.
Der Türk Flache wurde, auf mehreren Sohlen, vom Türkschacht aus in Richtung Südost, über eine Länge von ca. 1000 m bebaut. In gleicher Richtung vom Nordostquerschlag aus, erfolgte die Bebauung des Katharina Flachen auf einer Länge von 700 m und über mehrere Sohlen. In Richtung Nordwest endeten die Auffahrungen im Türk Flachen bei 560 m Entfernung vom Türkschacht und im Katharina Flachen schon nach 100 m vom Nordostquerschlag aus.
Die aufgeschlossenen Gänge Anton Flacher, Glückauf Flacher, Unbenannt Flacher, Hohe Fichte Flache und Schütz Morgengang hatten keine wirtschaftliche Bedeutung.
In den zum Ende des 19. Jahrhunderts erreichten Teufen zeigten sich die Gänge zunehmend taub. Auch bei der durch die Sachsenerz AG zwischen 1933 und 1937 durchgeführten Erkundung des Türk Flachen und des Katarina Flachen auf der Fürstenstollnsohle sowie der Marx-Semler-Stollnsohle, wurden diese Gänge nur wenig vererzt oder taub vorgefunden. Der weitere Vortrieb wurde auf Grundlage der Untersuchungsergebnisse und den sich daraus ergebenden mangelnden Erfolgsaussichten eingestellt.
Aufgrund der im Grubenfeld nur sehr selten auftretenden Uranerze, geriet der Türkschacht erst 1948 in den Blickpunkt der Wismut AG. In den während der letzten Betriebsperiode von 1948 bis 1957 durch die Wismut bebauten Gänge Gute Hoffnung Flacher, Victoria Flacher, Erika Flacher I und  Erika Flacher II wurde neben der komplexen Vererzung aus Wismut-, Kobalt-, Nickel- und Silbererzen auch eine teilweise gute Uranvererzung angetroffen.